# Biricchina ma simpatica
Biricchina ma simpatica (Naughty But Nice) è un film muto del 1927 diretto da Millard Webb. La sceneggiatura di Carey Wilson si basa su The Bigamists, racconto di Allen Browne di cui non si conosce la data di pubblicazione.

## Trama
Quando lo zio Seth trova il petrolio, Berenice Summers può lasciare il Texas per andarsene all'Est, dove frequenterà un prestigioso collegio per ragazze. Berenice è una bugiarda compulsiva. Una sera, lei e Alice, una compagna di scuola, prima di andare a teatro si recano in un albergo dove sperano di conoscere Paul Carroll, un noto attore. Ma i loro progetti stanno per andare in fumo perché, all'improvviso, si trovano davanti il preside della scuola. Berenice, per trovare una scusa, inventa subito una frottola sulla ragione per cui si trovano là, raccontando che devono incontrare i genitori di Alice, il giudice e la signora Altwold.  Di bugia in bugia, il castello di carte delle sue bugie comincia ad avere delle crepe: entrata in una camera, vi trova Ralph Ames, un agente segreto che in quel momento sta cambiandosi d'abito. Berenice non si perde d'animo e dichiara che Ralph è suo marito, presentandolo come tale al preside e alla moglie. Lui, all'inizio, le tiene il gioco, ma ben presto, tutto va a catafascio. Per una serie di circostanze,  Berenice e Ames si ritrovano in casa del giudice e la situazione precipita. Berenice dormirà sul tetto della casa, sarà inseguita da un poliziotto e, al termine delle sue avventure, finirà per sposare Paul Carrol, l'attore.

## Produzione
Il film fu prodotto dalla John McCormick Productions. Il 19 dicembre 1926, Moving Picture World annotava che il film cambiò nome da Miss George Washington in Naughty But Nice. È possibile che The Bigamist, prima di essere pubblicato come racconto, fosse in origine un soggetto scritto per il cinema.

## Distribuzione
Il copyright del film, richiesto dalla First National Pictures, Inc., fu registrato l'11 giugno 1927 con il numero LP24067.
Distribuito dalla First National Pictures, il film uscì nelle sale cinematografiche statunitensi il 26 giugno 1927. In Finlandia, fu distribuito il 23 gennaio 1928; in Germania, nello stesso anno, con il titolo Susannes erstes Abenteuer. In Italia, distribuito dalla First National, ottenne il visto di censura 24640. Il 22 febbraio 1929, uscì anche in Portogallo come Feia Mas Simpática.
Copia completa della pellicola si trova conservata negli archivi della Filmoteca de Catalunya di Barcellona.